# Единадесета македонска (кавадарска) ударна бригада
Единадесета македонска (кавадарска) ударна бригада е комунистическа партизанска единица във Вардарска Македония, участвала в така наречената Народоосвободителна войска на Македония.
Създадена е на 3 октомври 1944 година в района на Кавадарци от партизани от състава на осемнадесета македонска (кавадарска) ударна бригада на четиридесет и първа македонска дивизия на НОВЮ. Наречена е единадесета, поради разформированата неотдавна единадесета македонска (кумановска) ударна бригада. Районът на действие на бригадата е направленията Прилеп-Градско и Прилеп-Велес. Води битки на 9 октомври в Дреново и Гърбавец, на 19 октомври в Кесендре и Раец, от 20 до 22 октомври Девол и Раец, на 23 октомври Неготино, на 29 октомври Плетвар. От 29 октомври до 2 ноември води боеве при Прилеп, на 30 октомври до Плетвар, на 6 и 7 ноември край Криволак, на 8 ноември при Градско и от 15 до 18 ноември при Кичево и Гостивар. На 6 декември 1944 година бригадата влиза в състава на Четиридесет и девета македонска дивизия на НОВЮ в Охрид.